# Cinemiracle

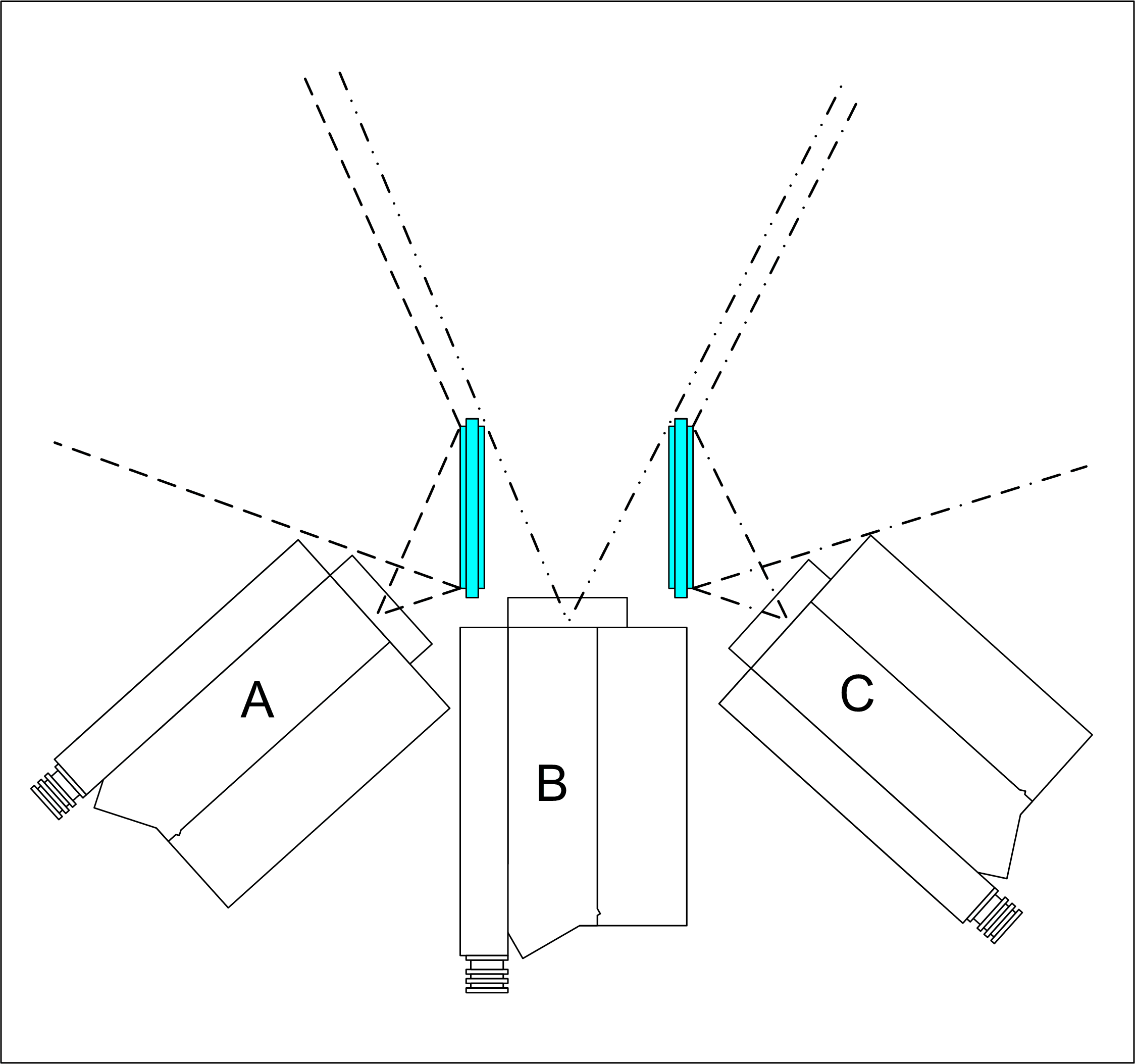
Il sistema Cinemiracle usava due specchi.

Il formato cinematografico Cinemiracle era un formato panoramico realizzato negli anni 1950 in concorrenza con il formato Cinerama.
Come il formato concorrente usava tre macchine da presa per riprendere un'immagine con formato 2.59:1, usando due specchi per dare alle macchine laterali lo stesso centro ottico della macchina centrale. La proiezione avveniva su uno schermo curvo, con un angolo di 120°.
In questo formato fu girato solo il film Windjammer, proiettato per la prima volta l'8 aprile 1958. In seguito il brevetto del Cinemiracle fu acquistato dalla Cinerama, che soppresse il formato.